# Jadran Lenarčič
Jadran Lenarčič, slovenski inženir elektrotehnike in univerzitetni učitelj, * 14. julij 1955, Beograd.
Je redni profesor Univerze v Ljubljani in znanstveni svetnik Instituta Jožef Stefan.
Glavna področja njegovega raziskovanja so: robotika, predvsem robotska kinematika, biorobotika in humanoidni roboti.
Je član Inženirske akademije Slovenije (njen predsednik v letih 2011/2012) in dopisni član Accademia delle Scienze di Bologna. Je prejemnik dveh častnih nazivov, italijanskega Cavaliere Ufficiale nell'Ordine al merito della Repubblica Italiana ter francoskega Chevalier de l'ordre national du mérit.
Leta 2022 je dobil nagrado "Donald Michie and Alan Turing" za življenjsko delo.

### Življenjepis
Po končani osnovni šoli in gimnaziji v Kopru se je vpisal na ljubljansko Fakulteto za elektrotehniko, kjer je diplomiral (1979), magistriral (1981) in doktoriral (1986). 
Leta 1979 se je zaposlil na Institutu Jožef Stefan in leta 1988 je pričel še predavati na Fakulteti za elektrotehniko.
Na Institutu Jožef Stefan je bil vodja Laboratorija za robotiko v letih 1985-1995, vodja Odseka za avtomatiko, biokibernetiko in robotiko v letih 1995-2005 in direktor instituta od leta 2005 do leta 2020.
Do leta 2020 je pri založbi Springer izdal šestnajst uredniških knjig iz serije Advances in Robot Kinematics ter dve monografiji v soavtorstvu z naslovom Robotics ter Robot Mechanisms.

## Nagrade in priznanja
- Delova osebost leta 2019

1. ↑  https://www.dmg-lib.org/dmglib/handler?biogr=3043004